# Партизпанян-Барсегян, Перчуи
Перчуи Партизпанян-Барсегян (арм. Պերճուհի Պարտիզպանյան-Բարսեղյան; 8 июля 1889, Пловдив, Княжество Болгария — 19 мая 1940, XIII округ Парижа) — армянская писательница, педагог, гуманистка, одна из первых трех женщин, избранных на должность члена парламента Республики Армении в 1919 году.

## Биография
Перчухи Партизпанян родилась в 1886 году в Эдирне, Османская империя.
Вместе с сестрой Сатеник она посещала среднюю школу в Филиппополисе (совр. Пловдив) Болгария. В молодом возрасте она вдохновилась революционными идеями Ростома и его жены Лизы Мелик Шахназарян, которые руководили в городе армянской школой.
В шестнадцать лет Перчухи вернулась обратно в Эдирне. Здесь она познакомилась с Саргисом Барсегяном, интеллектуалом и членом Армянской революционной федерации, известной также как Дашнакцутюн. Он призвал её учредить Армянский женский союз (Հայ կանանց միություն) — организацию, которая стала заниматься поощрением женщин писать и обсуждать армянскую литературу и прогрессивные идеи.
Позже Партизпанян возобновила обучение в колледже в Женеве, изучала литературу и педагогику. Закончив образование, Перчухи вернулась в Турцию и начала преподавать сначала в Ване, а потом в Гиресуне. В 1909 году она вышла замуж за Саргиса Барсегяна, который стал главой Дашнакцутюна в Константинополе. У них родился сын.
Саргис был арестован в марте 1915 года. 30 апреля того же года был казнен, став одной из первых жертв геноцида армян. После этого Партизпанян-Барсегян со своим сыном бежала в Софию, Болгария. Вскоре она поселилась в Тбилиси и продолжила преподавать.
Когда Армения обрела независимость от Российской империи, Партизпанян-Барсегян перебралась в Ереван. Она вместе с другими членами Дашнакцутюна работала над тем, чтобы новая конституция Республики Армения предусматривала всеобщее избирательное право. Писательница активно занималась социальной работой вместе с другими женщинами, обеспечивала уход за сиротами и беженцами.
Когда состоялись первые выборы в парламент Армении — 23 июня 1919 года, Перчури Барсегян была одной из трех женщин, избранных для участия в парламенте состоявшем из 80 членов. Две другие женщины — Варвара Саакян и Катарине Залян-Манукян.
С распадом Республики Армения Партизпанян взяла сына и ненадолго вернулась в Софию. Позже она поселилась в Париже, где работала в Международном бюро по делам беженцев и продолжала свои литературную деятельность.
Умерла писательница 18 мая 1940 года в Париже, Франция.

## Творчество
Свою литературную деятельность Перчухи Партизпанян начала ещё в студенческие годы. Учась в Женеве, писательница издавала свои труды под псевдонимом Etna. После переезда в Париж, она продолжила литературную деятельность, которую забросила в молодости. Между 1938 и 1938 года она опубликовала свои воспоминания «Խանձուած օրերը» («Дни бедствия») в американском журнале «Хайреник». Впоследствии её сын перевел «Дни бедствия» на французский язык и опубликовал их в Марселе в 2004 году.
Произведения Перчухи Партизпанян, а особенно «Дни бедствия», отображают роль армянской женщины межвоенного периода в борьбе Армении за независимость.

### Избранные произведения
- Сборник рассказов «Конец шторма» («Փոթորիկէն վեր»).
- Поэма «Моя Родина» («Հայրենիքս»)
- Новелла «Арпик» (« Արփիկը»)